# Municipio de Ixil

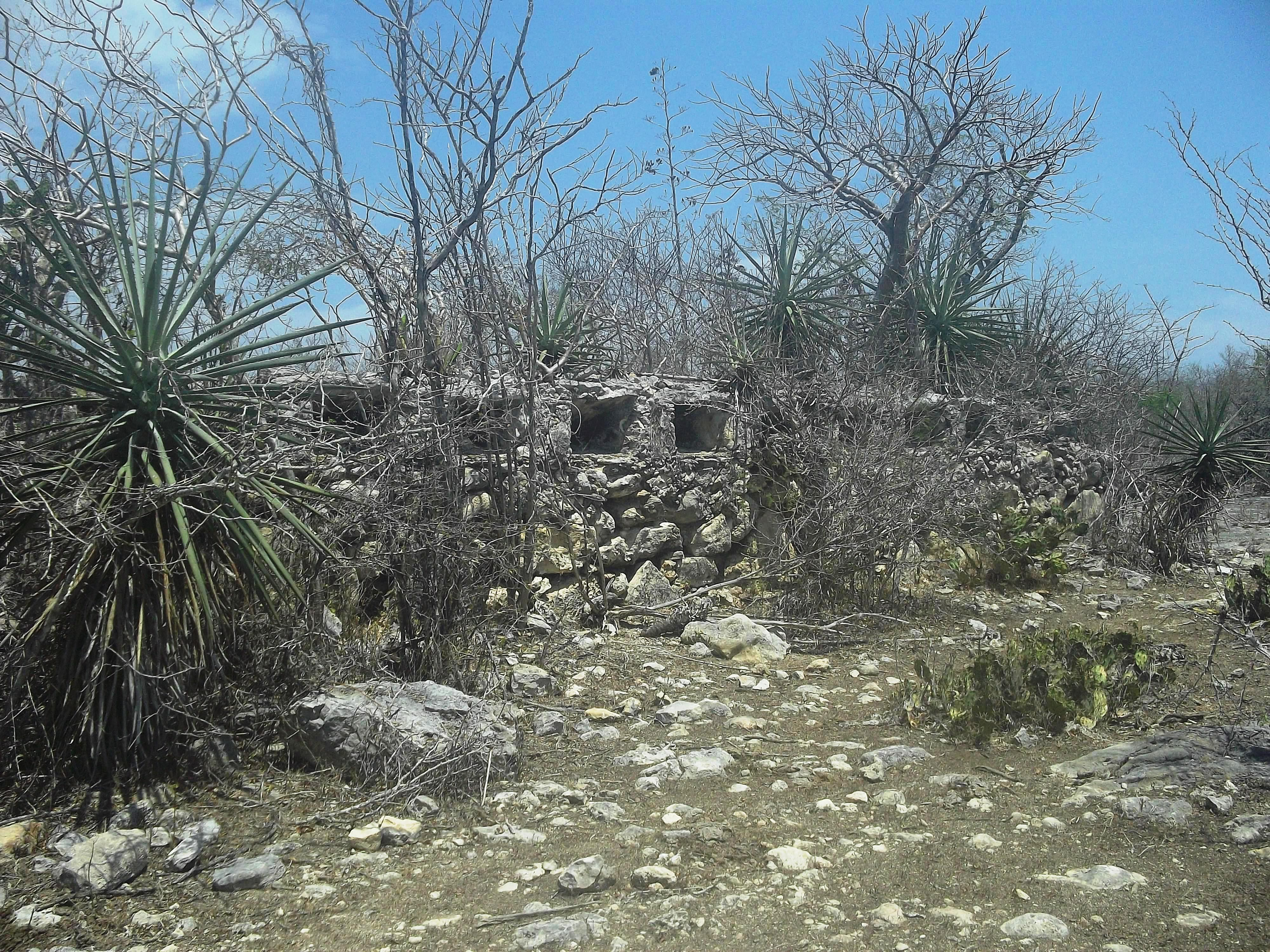
Sitio de Las Trincheras.

Ixil, que significa en lengua maya lugar donde se eriza, es uno de los 106 municipios de Yucatán, México, ubicado al norte de la península de Yucatán, con litoral al Golfo de México.

## Toponimia
Ixil en lengua maya significa el lugar donde se crespa o se eriza.

## Datos históricos
- Antes de la conquista de Yucatán, la región donde se ubica el municipio de Ixil perteneció al cacicazgo de Ceh Pech.
- Después de concluida la conquista de Yucatán, se instauró el régimen de las encomiendas, mismas que perduraron durante todo el periodo colonial.

- 1825: Ixil pasa a formar parte del partido de la Costa, teniendo como cabecera a Izamal.
- 1850: Ixil pasó a formar parte del partido de Tixkokob, separándose del partido de la Costa.
- 1918: Se erige en municipio libre.
- 1919: Es encontrado un documento antiguo escrito en lengua maya que se conoce con el nombre de Chilam Balam de Ixil.

## Economía

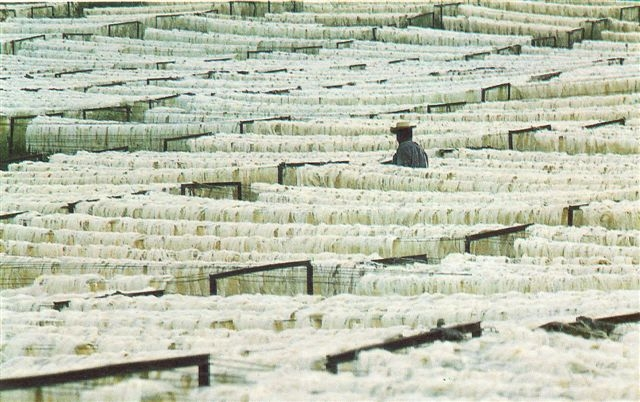
Secador solar para la fibra de henequén ("sosquil"). Instalaciones que fueron de Cordemex en la desfibradora ubicada en el municipio de Ixil, Zona henequenera de Yucatán, México

Ixil es un municipio que, ubicado en la zona norte del estado perteneció a la denominada zona henequenera de Yucatán porque sus tierras tienen la vocación agrícola para el cultivo del agave. Junto con los municipios circunvecinos se dedicó por muchos años hasta finales del siglo XX a la industria henequenera como principal actividad productiva.
Con la declinación de la agroindustria se dio en Ixil un proceso de diversificación de la actividad agrícola. Hoy en el territorio municipal aunque se sigue cultivando el agave, los cultivos principales son maíz, frijol y hortalizas.  Algunas variedades de chiles también se cosechan en la región, así como algunos frutales.
Otro producto sembrado y cultivado en el municipio es la cebolla de la cual se ha desarrollado una variedad denominada cebollita de Ixil, que se cosecha una vez al año. El cultivo inicia en los meses de noviembre y culmina hasta abril. Este producto típico del municipio es mencionado en el libro "Las cebollitas de Ixil", escrito por el antropólogo José Tec Poot, oriundo del mismo municipio. La cebollita de Ixil es única en la región y como producto distinguible y emblemático ha participado en exposiciones gastronómicas internacionales por sus especiales características organolépticas.
Al ser un municipio con litoral propio la actividad pesquera es primordial. Las especies que se encuentran en esa zona son el mero, el huachinango (Rubia en la región), el pulpo y el cazón.
La cría de ganado bovino, así como la de ganado porcino y aves de corral son también actividades importantes en el municipio.
El turismo complementa la economía municipal al tener Ixil una larga extensión de atractivas playas muy demandadas por los visitantes locales y extranjeros, particularmente canadienses y estadounidenses.

## Atractivos turísticos
El templo que venera a San Bernabé, construido en el siglo XVII, y el sitio conocido como “Las Trincheras” que se encuentra a 24 kilómetros al norte de la cabecera y que pertenece al municipio de Progreso, donde se puede apreciar una muralla baja que se construyó con fines de seguridad en la época de la colonia española.

## Fiestas populares
El 11 de junio se realiza la fiesta anual en honor a san Bernabé, patrono de población.

## Límites municipales
Tiene límites administrativos con los siguientes municipios y/o accidentes geográficos, según su ubicación:
| Noroeste: Golfo de México  | Norte: Golfo de México         | Nordeste: Dzemul  |
| Oeste: Progreso            |                                | Este: Motul, Baca |
| Suroeste: Chicxulub Pueblo | Sur: Chicxulub Pueblo, Mocochá | Sureste: Mocochá  |